# Виртландия
Виртландия (официално наименование: Wirtland ['v¡rtlənd], известна и като Виртландия, Hayalistan) претендира да е първата в света интернет-базирана суверенна държава. Виртландия е експеримент за легитимността и устойчивостта на дадена страна без своя земя.

## Устав
Извлечение от устава на Виртландия:
"Макар че границите на суверенните държави стават символични в Европа, в други региони на света все повече се оспорва суверенитетът, което води до сепаратизъм, кръвопролития и тероризъм. Тези тенденции водят до сериозно преосмисляне на понятието за самоопределяне в един променящ се свят. За физическо лице, което не е активно в политическия живот, има твърде малко възможности за самоопределяне. Вярваме, че на хората трябва да се предложи по-широк избор.
Концепцията на Виртландия е да премахне границите между държавите, без да нарушава суверенитета на никоя от тях. Много хора се чувстват безсилни, когато са несъгласни с действията на правителствата в родните им държави, така че създаването на една страна, където те могат да определят промените и да допринасят за развитието на държавата по смислен начин, ги кара да се чувстват по-добре. Тази идея може да се превърне в движение и в даден момент да въздейства на истинския свят. Виртландия е новият начин за самоопределяне на хората. Тя е демократична и мирна алтернатива.
Кой може да стане гражданин на Виртландия? Всеки."
Гербът на Виртландия е бял щит, който показва син щит, а синият щит е изписан с жълта буква W, която символизира „Виртландия“ на английски (Wirtland). Синият щит е увенчан със златна корона. Отдолу със сини букви е написано мотото на Виртландия Virtus, non copia vincit („Куражът, не множеството, печели“).

## История
Виртландия е основана на 14 август 2008 година като обществена инициатива. Тя е представена чрез своя официален сайт www.Wirtland.com. Виртландия се регулира от канцлер и има за цел да се превърне в парламентарна демокрация.

## Население
Населението се състои от гражданите на Виртландия и туристи. Всеки може да кандидатства за придобиване на статут на гражданите. За да получите паспорт, трябва да попълните молба-образец за кандидатстване за гражданство на wirtland.com. Виртландия предлага равни демократични права и не дискриминира въз основата на национален произход, възраст, религия, раса, пол.

## Стопанство
Виртландия има за цел да започне да се издържа самостоятелно. Смята да създаде общности, които да предложат нови политически и икономически ползи, да генерират възможности за заетост и доходи и стимулира новаторското творчество.